# Doc Yak, the Marksman
Doc Yak, the Marksman è un cortometraggio muto del 1914 diretto da Sidney Smith.

## Produzione
Il film fu prodotto dalla Selig Polyscope Company.

## Distribuzione
Distribuito dalla General Film Company, il film - un cortometraggio di 150 metri - uscì nelle sale cinematografiche statunitensi il 12 maggio 1914. Nelle proiezioni, veniva programmato con il sistema dello split reel, accorpato in un'unica bobina con un altro cortometraggio prodotto dalla Selig, la commedia Marian, the Holy Terror.